# Bracigliano
Bracigliano är en ort och kommun i provinsen Salerno i regionen Kampanien i Italien. Kommunen hade 5 524 invånare (2017).